# Algoritmo das economias
O Algoritmo das economias realiza a progressão da uma configuração para outra segundo o critério de minimização da função objetivo, também chamado de saving (economia). Um dos problemas clássicos que o algoritmo das economias pode resolver é o Problema de Roteamento de Veículos (PRV).
Um PRV consiste basicamente em estabelecer e organizar rotas ou itinerários eficientes para
veículos realizarem entregas de mercadorias. Em outras palavras, dispomos de uma frota de {\displaystyle k} veículos idênticos ou não e desejamos atender um conjunto de {\displaystyle n} clientes, cada um com uma demanda específica. Todos os veículos devem partir e retornar a uma mesma origem (depósito) e cada cliente deve ser visitado uma única vez. O objetivo geral será minimizar o "custo total" de transporte no atendimento aos clientes, isto é, minimizar custos fixos, custos operacionais e o número de veículos envolvidos no transporte.
Arcos de menor custo devem substituir arcos mais caros dentro da rota que vai sendo melhorada nesses termos. No procedimento de economia e inserção não existe a obrigatoriedade de que a rota seja viável ao longo do processo de melhoria. Se alguma solução alcançada for viável, então caracteriza-se a obtenção de um limite superior para o problema.

## O Algoritmo das Economias
Primeiramente, forma-se uma solução inicial para {\displaystyle n} pontos de entrega com {\displaystyle n} rotas, todas contendo o depósito e um ponto de entrega. Após esta fase, tenta-se unir duas rotas em uma rota factível a cada iteração. Sendo {\displaystyle i} e {\displaystyle j} dois pontos de entrega, o critério utilizado para eliminar o maior custo é dado por:

{\displaystyle S_{ij}=c_{i0}+c_{0j}-c_{ij}}

onde {\displaystyle c_{i0}} é a distância entre o ponto de entrega {\displaystyle i} e o depósito (aqui representado por {\displaystyle 0}), {\displaystyle c_{0j}} é a distância entre o depósito {\displaystyle 0} e o ponto de entrega {\displaystyle j} e {\displaystyle c_{ij}} é a distância entre os dois pontos de entrega.
A cada iteração as rotas são organizadas em conjuntos de pares. Um ponto {\displaystyle i} e um ponto {\displaystyle j} podem formar o par {\displaystyle (i,j)} se:
- os pontos de entrega {\displaystyle i} e {\displaystyle j} não estão na mesma rota;
- a capacidade de carga do veículo não é violada;
- nem {\displaystyle i} nem {\displaystyle j} são pontos interiores em uma rota.

Um ponto interior em uma rota significa que seu ponto anterior e seu ponto sucessor não podem ser o depósito.